# Carl-Goerdeler-Preis
Der Carl-Goerdeler-Preis wird für innovative Arbeiten und Leistungen auf dem Gebiet der Kommunalwissenschaft und der Kommunalpolitik vergeben.

## Stiftung
Leipzigs Oberbürgermeister Hinrich Lehmann-Grube regte Ende der 1990er Jahre die Schaffung von Carl-Goerdeler-Preisen in Würdigung an den ehemaligen OB-Kollegen und Widerstandskämpfer gegen den Nationalsozialismus an. Seit 1999 wird der Kommunalwissenschaftliche Preis ausgelobt, mit dem Soziologen, Volkswirtschaftler, Philosophen und Juristen ausgezeichnet werden.
Der Carl-Goerdeler-Preis wird an junge Nachwuchsakademiker für herausragende Dissertationen bzw. Ph.D.-Arbeiten auf dem Gebiet der Kommunalwissenschaft vergeben. Damit soll die Demokratie auf örtlicher und regionaler Ebene in der deutschen Gesellschaft gestärkt werden.
Seit 2016 wird alle zwei Jahre zusätzlich der praxisorientierte Preis für Kommunalpolitik und Völkerverständigung vergeben. Mit ihm werden herausragende Leistungen der kommunalen Verwaltungspraxis in Europa ausgezeichnet. Die Auszeichnung soll der völkerverbindenden friedlichen Zusammenarbeit von Gebietskörperschaften in Europa dienen und ein gegenseitiges Lernen zum Nutzen der Einwohner fördern.
Auf die jeweils im Sommer erfolgenden Ausschreibungen können sich Personen und Institutionen bzw. Projekte bewerben.
Die Carl und Anneliese Goerdeler-Stiftung vergibt die Preise jährlich in Zusammenarbeit mit der Stadt Leipzig und namhaften öffentlichen Institutionen und Universitäten, darunter z. B.:
- 2017: die Carl und Anneliese Goerdeler-Stiftung; das vom KPMG Deutschland geförderten Instituts für den öffentlichen Sektor e. V.; die Stadt Leipzig; die Deutsche Gesellschaft für Internationale Zusammenarbeit (GIZ); Hertie School of Governance; Rat der Gemeinden und Regionen Europas (Deutsche Sektion).[3]
- 2018: die Carl und Anneliese Goerdeler-Stiftung mit Unterstützung des vom KPMG Deutschland geförderten Instituts für den öffentlichen Sektor und der Stadt Leipzig.[4]

Der Preis wird in Leipzig jeweils um den 2. Februar, dem Todestag von Carl Goerdeler, verliehen (2018 vom Oberbürgermeister der Stadt Leipzig, Herrn Burkhard Jung, und dem Kuratoriumssprecher der Stiftung, Rainer Goerdeler).
Beide Preise sind 2018 mit 2000 Euro dotiert.
Die Preisträger werden von einer überregionalen Jury unter Mitwirkung je eines Mitglieds der Stiftung und der Stadt Leipzig ausgewählt.

## Preisgegenstand
Der Bildhauer Stephan Voigtländer und Sabine Epple, Kuratorin im Grassi Museum für Angewandte Kunst, gestalteten den Preis als aufrecht stehendes aufgeschlagenes Buch (Abbildung siehe auf), 

„das symbolhaft für die Würdigung der wissenschaftlichen Arbeiten zu Themen der Kommunalpolitik steht, verbunden mit Treppen, die nicht nur für die Erkenntnissuche stehen, sondern auch den Bogen zum Goerdeler-Denkmal am Neuen Rathaus schlagen. In die Außenseite des Buches sind mit Goerdelers Handschrift Textpassagen aus seinem Brief an General Friedrich Olbricht vom 17. Mai 1944 eingraviert.“

## Preisträger (Kommunalwissenschaft)
- 2000: Gerhard Schwabe und Volker Kunz
- 2001: Elisabeth Vorbuchner und Lars Holtkamp
- 2002: Dietmar Bräunig und Jörg Bogumil
- 2003: Georg Raffetseder und Ralf Daum
- 2004: Jens Philipp Karr und Karsten Schneider[8]
- 2005: Klaus Lederer und Carl-Peter Kleidat
- 2006: Nils Behrndt und Carsten Maas
- 2007: Marion Reiser und Frank Lohse
- 2008: Thomas Ammermann[9]
- 2009: Christine Hahn und Doris Holtmann
- 2010: Petra Pfisterer
- 2011: NALAS – Network of Local Authorities of South East Europe, Skopje[10]
- 2012: Renate Reiter und Torsten Schmidt
- 2013: Alexander Kroll[11]
- 2014: André Göbel[12]
- 2015: Michael Broens[13]
- 2016: Andrea Walter[14]
- 2017: Dominik Vogel[15]
- 2018: David Kaufmann[4]
- 2019: Markus Kowalski[16][2]
- 2020: Dr. Lisa Schmidthuber und Dr. Benjamin Friedländer[17]
- 2021: (Verschiebung wegen Corona)[18]
- 2022:
- 2023: Sarah Laukamp, Annabel Schlösser und Anna Vintsyuk[19]
- 2024: Maike Rackwitz[20]

## Preisträger (Kommunalpolitik und Völkerverständigung)
- 2016: Projekt „Deutsch-Griechischer kommunaler Wissenstransfer“ des Gemeindetages Baden-Württemberg (Präsident: Roger Kehle) und des Zentralverbands Städte und Gemeinder Griechenland KEDE (Beauftragter der KEDE und Bürgermeister der Stadt Drama: Christodoulos Mamsakos)[2][21]
- 2018: Nachbar-Grenzstädte Frankfurt (Oder) (Deutschland, Oberbürgermeister: Martin Wilke) und Słubice (Polen, Bürgermeister Tomasz Ciszewicz) für ihre seit 1975 bestehende grenzüberschreitende Partnerschaft und enge, konstruktive Zusammenarbeit[6][4].[22]
- 2019: wird mit dem Preis für Kommunalpolitik die Stadt Duisburg für ihre grenzüberschreitende Zusammenarbeit mit der niederländischen Stadt Nimwegen ausgezeichnet, die nachhaltig positive Auswirkungen auf das Leben der Menschen vor Ort hat.[16]
- 2025: die Stadt Mannheim wurde für ihr Engagement in internationalen Projekten und die Förderung von Städte-Netzwerken insbesondere mit der Ukraine geehrt[23]

## Preis für kommunale Kooperationen in der Corona-Krise
Mit diesem Preis werden vorbildliche kommunale Kooperationsprojekte, die zur Bewältigung der Corona-Krise beitragen, gewürdigt.
2021 wurden unter 19 Bewerbungen sechs ausgezeichnet, darunter Frankfurt (Oder) und Słubice (Polen).